# ميخائيل بورتون
ميخائيل بورتون (بالإنجليزية: Michael Burton)‏ هو دبلوماسي بريطاني، ولد في 1937.